# E90

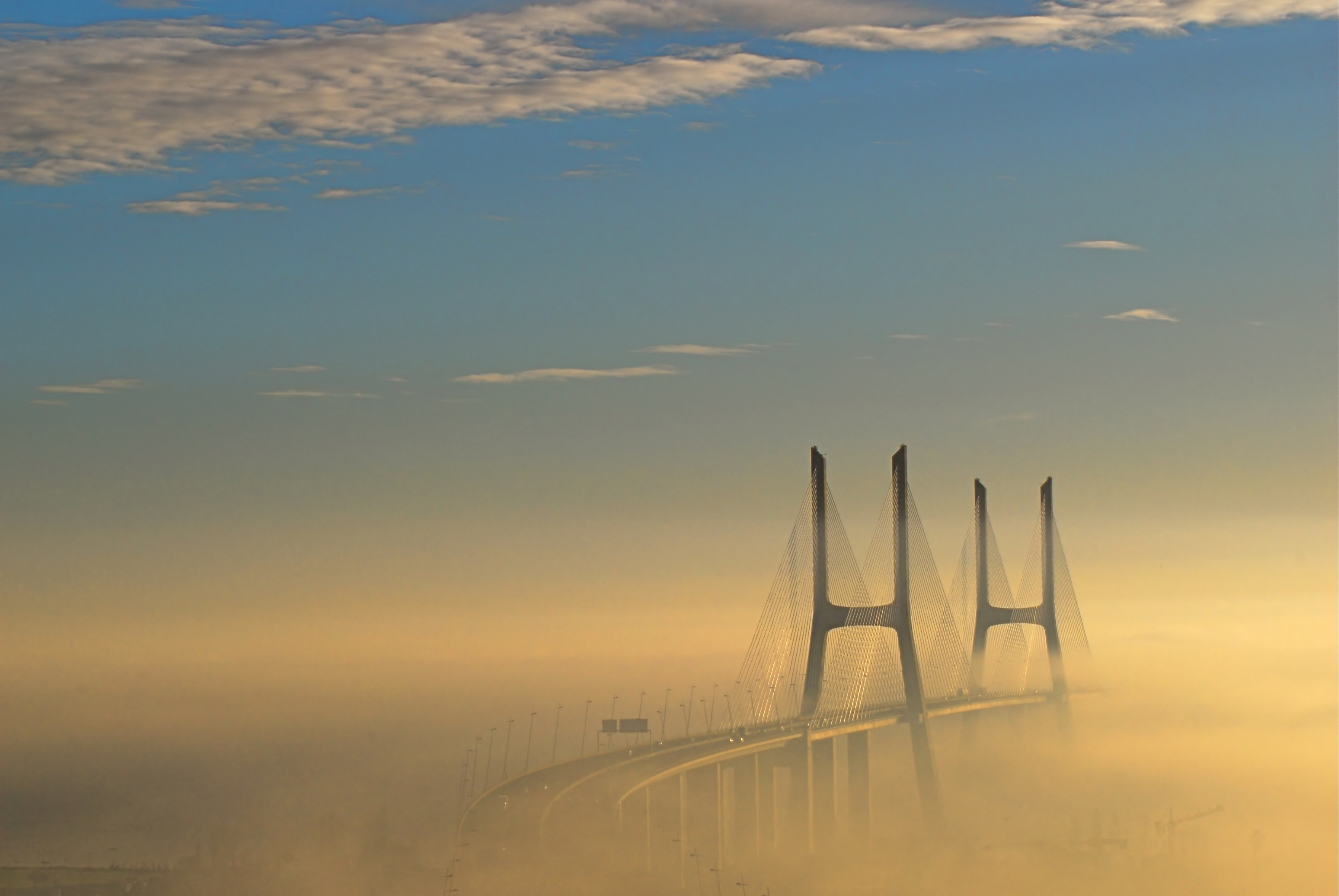
Vasco da Gama-bron i Portugal, mellan Lissabon och Montijo.

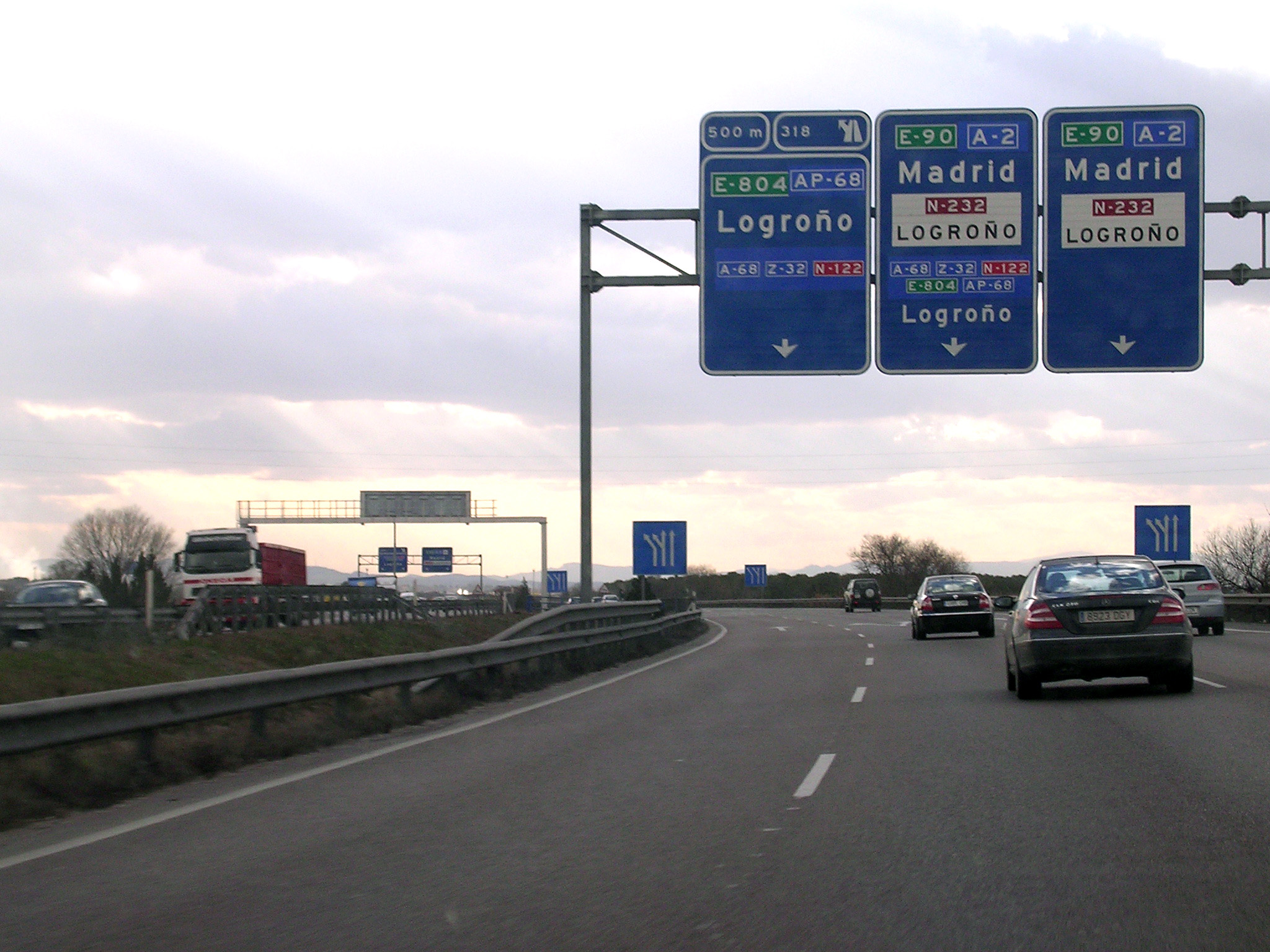
E90 nära Zaragoza, Spanien.

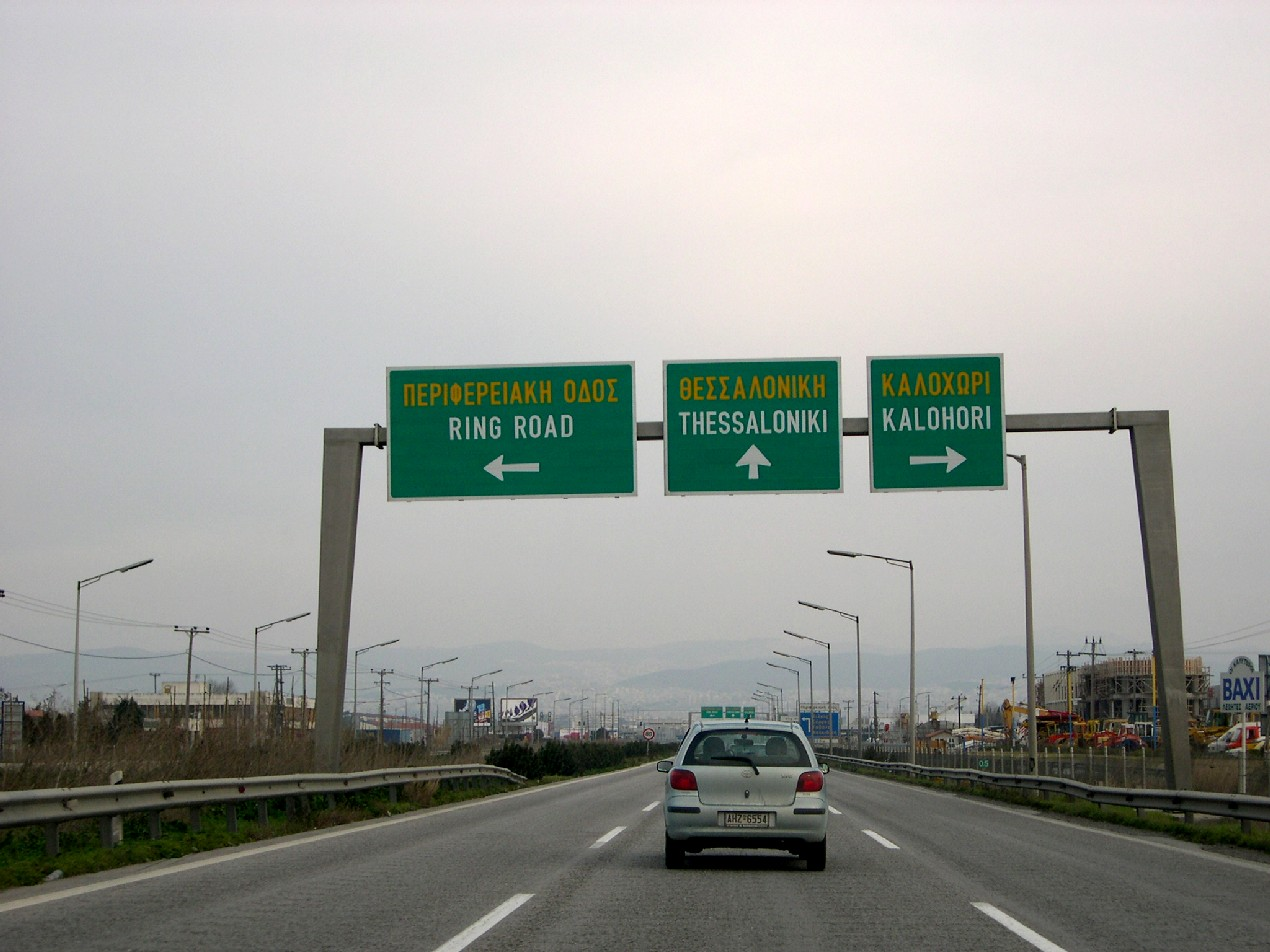
E90 nära Thessaloníki, Grekland.

E90 eller Europaväg 90 är en europaväg som börjar i Lissabon i Portugal, går via Spanien, Italien, Grekland och slutar i Turkiet vid gränsen mot Irak. Europavägar finns i Turkiet men inte i Irak. Längd 4 770 kilometer, varav 1 250 kilometer i Portugal och Spanien, 920 kilometer inom Italien, 720 kilometer inom Grekland och 1 880 kilometer inom Turkiet.

## Sträckning
Lissabon (Portugal) - Montijo - Évora - (gräns Portugal-Spanien) - Badajoz - Madrid - Zaragoza - Barcelona - (havsavbrott Spanien-Italien) - Mazara del Vallo (Sicilien) - Alcamo - Palermo - Buonfornello - Messina - (färja) - Reggio di Calabria - Catanzaro - Crotone - Sibari - Metaponto - Taranto - Brindisi - (färja Italien-Grekland) - Igoumenitsa - Ioánnina - Kozani - Thessaloníki - Alexandroupolis - (gräns Grekland-Turkiet) - Ipsala - Keşan - Gelibolu - (färja) - Laspeki - Bursa - Sivrihisar - Ankara - Adana - Toprakkale - Gaziantep - Şanlıurfa - Nusaybin - Habur - (till gränsen Turkiet-Irak)

## Färjor
Det finns ingen färja mellan Barcelona och Mazara del Vallo (omkring 1 000 kilometer sjövägen), och ingen bra alternativ färja heller. Minst dåliga alternativet verkar vara bil Barcelona-Marseille (600 km) och färja Marseille-Ajaccio (330 km) och bil till Cagliari (450 km) samt färja därifrån till Palermo (400 km, summa 1 800 km). Ett annat alternativ är att köra hela vägen via Rom (2 500 km).
Övriga färjesträckor, över Messinasundet, mellan Italien-Grekland och i Turkiet har färjeförbindelser. Det planeras en bro över Messinasundet, som skulle börjat byggas 2006, men bygget har skjutits upp på obestämd tid.[källa behövs]

## Standard
E90 har blandad standard med landsväg, fyrfältsväg och motorväg i Portugal och Spanien. I Italien är vägen motorväg (A20) på Sicilien och landsväg på fastlandet. Den följer inte motorväg A3. I Grekland följer E90 en lång nybyggd motorväg, kallad A2. Den är inte helt klar men ska sträcka sig hela den grekiska sträckan av E90. I Turkiet är vägen landsväg nästan hela vägen, dock motorväg Adana-Gaziantep (200 km).